# Makwan Amirkhani
Makwan Amirkhani (Kermanshah, 8 novembre 1988) è un artista marziale misto finlandese di origine curda.
Combatte nella divisione dei pesi piuma per l'organizzazione statunitense UFC.

## Caratteristiche tecniche
Esperto nelle sottomissioni, Amirkhani è un lottatore che predilige il combattimento a terra grazie ad ottime abilità nella lotta greco-romana e nella lotta libera. Si è tuttavia dimostrato valido anche negli scambi in piedi. 

## Carriera nelle arti marziali miste

### Ultimate Fighting Championship
Nel dicembre del 2014 sigla un contratto con la promozione UFC.
Compie il suo debutto sull'ottagono il 24 gennaio 2015 contro Andy Ogle in occasione di UFC on Fox 14, presentandosi subito al pubblico statunitense con un KO a soli otto secondi dall'inizio del match. Tale prestazione gli vale il riconoscimento Performance of the Night.
Per il suo secondo match, era stato selezionato per sfidare Diego Rivas il 20 giugno seguente a UFC Fight Night 69, ma dopo l'annuncio quest'ultimo viene rimosso dalla card e sostituito da Masio Fullen. Amirkhani si aggiudicherà la vittoria tramite sottomissione al primo round.
Dopo diversi mesi di inattività torna a lottare il 27 febbraio 2016 contro Mike Wilkinson, in occasione di UFC Fight Night 84, imponendosi via decisione unanime.

## Risultati nelle arti marziali miste
| Risultato | Record | Avversario     | Metodo                                 | Evento                                 | Data             | Round | Tempo | Città                    | Note                     |
| --------- | ------ | -------------- | -------------------------------------- | -------------------------------------- | ---------------- | ----- | ----- | ------------------------ | ------------------------ |
| Sconfitta | 16-7   | Lerone Murphy  | KO (ginocchiata)                       | UFC 267: Błachowicz vs. Teixeira       | 30 ottobre 2021  | 2     | 0:14  | Abu Dhabi, Emirati Arabi |                          |
| Sconfitta | 16-6   | Kamuela Kirk   | Decisione (unanime)                    | UFC Fight Night: Rozenstruik vs. Sakai | 5 giugno 2021    | 3     | 5:00  | Las Vegas, Stati Uniti   |                          |
| Sconfitta | 16-5   | Edson Barboza  | Decisione (unanime)                    | UFC Fight Night: Moraes vs. Sandhagen  | 11 ottobre 2020  | 3     | 5:00  | Abu Dhabi, Emirati Arabi |                          |
| Vittoria  | 16-4   | Danny Henry    | Sottomissione tecnica (anaconda choke) | UFC 251: Usman vs. Masvidal            | 12 luglio 2020   | 1     | 3:15  | Abu Dhabi, Emirati Arabi |                          |
| Sconfitta | 15-4   | Shane Burgos   | KO tecnico (pugni)                     | UFC 244: Masvidal vs. Diaz             | 2 novembre 2019  | 3     | 4:32  | New York, Stati Uniti    |                          |
| Vittoria  | 15-3   | Chris Fishgold | Sottomissione (anaconda choke)         | UFC Fight Night: Gustafsson vs. Smith  | 1 giugno 2019    | 2     | 4:25  | Stoccolma, Svezia        | Performance of the Night |
| Vittoria  | 14-3   | Jason Knight   | Decisione (non unanime)                | UFC Fight Night: Thompson vs. Till     | 27 maggio 2018   | 3     | 5:00  | Liverpool, Inghilterra   |                          |
| Sconfitta | 13-3   | Arnold Allen   | Decisione (non unanime)                | UFC Fight Night: Manuwa vs. Anderson   | 18 marzo 2017    | 3     | 5:00  | Londra, Inghilterra      |                          |
| Vittoria  | 13-2   | Mike Wilkinson | Decisione (unanime)                    | UFC Fight Night: Silva vs. Bisping     | 27 febbraio 2016 | 3     | 5:00  | Londra, Inghilterra      |                          |